# Нове життя (альбом)
Нове життя — п'ятий студійний альбом українського гурту СКАЙ, представлений 26 вересня 2016 року. Цей альбом було випущено під оновленою назвою гурту, з якої зникли крапки. Вокал в усіх піснях альбому належить фронтмену Олегові Собчуку, одну пісню записано дуетом із співачкою Alloise. Альбом став результатом майже дворічної роботи гурту.
Пісні було записано в київській студії «Bobina Records», мастеринг треків — у студії «Tanner Sparks». Відразу після релізу гурт виклав всі треки альбому для вільного прослуховування в Soundcloud.

## Про альбом
Альбом являє переплетення динамічної рок-музики з романтичною лірикою, глибоких тексти співіснують тут з енергійним звучанням. Філософія колективу, незважаючи на нововведення, залишається колишньою: «Ми співаємо про кохання і життя з чоловічої точки зору — лаконічно і зі стовідсотковим попаданням в саме серце», пояснив Олег Собчук.
П'ять треків транслювались ще до релізу альбому (композиції «Не забувай», «Дай мені любов», «Ідеальна», «Мелодія серця»). Окрім вже відомих, до альбому було включено і нові: «Я буду йти», «Не Війни, а світу», «Захотів», «Знайду» у виконанні з Alloise, а також «GoGo».
У роботі над створенням брала участь все та ж творча команда: Олег Собчук та Олександр Грищук відповідали за тексти; інструментальне звучання створювали Юрій Мозіль, Олександр Друкер, Євген Кібелі і, власне, Олександр Грищук. Тетяна Решетняк доповнила «Мелодію серця» своїм вокалом.
Перед виходом альбому музиканти гурту вирішили відмовитись від крапок всередині назви та змінити її на «СКАЙ». Також було представлено 2 сингли: «Не забувай» і «Мелодія серця».
|                                           | «Не забувай» - це своєрідна інтроспекція і пошук чогось хорошого у навколишньому світі, бажання пам'ятати позитивні моменти але не зациклюватися на негативі. Не забувайте, що поруч з вами - люди, які вас люблять, підтримують і вірять у вас, що б не трапилося. Саме для цих дорогоцінних людей варто жити і ні в якому разі не відпускати їх |
| — Олег Собчук про композицію «Не забувай» | |

|                                              | Мені хотілося сказати про любов так, як чоловік вміє говорити про свої почуття до жінки. Так, ми з різних планет, ми можемо лаятися і не розуміти один одного, але ми завжди будемо знаходити компроміси на шляху до кохання. У кожного з нас своя мелодія серця, яку хочеться подарувати своїй половинці: щоб вона почула, зрозуміла, прийняла і розділила цей світ разом з тобою. Чоловіки небагатослівні, але цей факт не применшує силу кохання до своєї обраниці |
| — Олег Собчук про композицію «Мелодія серця» | |

Альбом вийшов у двох версіях — українською та англійською мовами. Автором текстів є Олег Собчук, а над написання музики він працював разом із Олександром Грищуком. Крім звичних для гурту інструментів, у піснях «Нового життя» звучать труба, тромбон, саксофон і акордеон.

## Список композицій
Автор слів Олег Собчук. 
| #     | Назва                        | Автор слів  | Тривалість |
| ----- | ---------------------------- | ----------- | ---------- |
| 1.    | «Ти зі мною»                 | Олег Собчук | 3:58       |
| 2.    | «Я буду йти»                 | Олег Собчук | 3:57       |
| 3.    | «Дай мені любов»             |             | 3:15       |
| 4.    | «Мелодія серця»              | Олег Собчук | 3:40       |
| 5.    | «Захотів»                    | Олег Собчук | 4:02       |
| 6.    | «Ідеальна»                   | Олег Собчук | 3:08       |
| 7.    | «Не забувай»                 |             | 3:42       |
| 8.    | «GoGo»                       | Олег Собчук | 3:40       |
| 9.    | «Не війни, а миру»           | Олег Собчук | 4:05       |
| 10.   | «Знайду» (за участю Alloise) | Олег Собчук | 3:20       |
| 67.   | Untitled                     | Олег Собчук |            |
| 36:50 |                              |             |            |

### Я буду йти
Кліп на пісню «Я буду йти» знімав український режисер Андрій Корень. В музичному відео музиканти «перемістились» в майбутнє і побачили свою старість.

### GoGo
GoGo — динамічна і швидка пісня у незвичному для гурту стилі. Пісня стала однією з тих, для яких було записано відео. Чорно-білий відеокліп знімали на київському автодромі «Чайка». Окрім соліста Олега Собчука героїнею кліпу стала співачка та колишня учасниця гурту «REAL O» Аліна Астровська. Автором ідеї і режисером кліпу став Віктор Скуратовський.